# Ephedra holoptera
Ephedra holoptera är en växtart i släktet Ephedra och familjen efedraväxter. Arten, som växer i Iran, beskrevs ursprungligen av Harald Udo von Riedl år 1963.